# Sabriya
Sabriya es una película del año 1997.

## Sinopsis
Sabriya forma parte del proyecto Africa Dreaming, una crónica sobre África en seis actos, seis historias contemporáneas con un tema en común: el amor. Se trata de dramas psicológicos, sociales, construidos sobre la base de esquemas culturales y según las tradiciones de los seis países representados: Sudáfrica, Zimbabue, Namibia, Mozambique, Mauritania y Senegal. En este caso, la película explora el impacto del mundo moderno sobre la sociedad tradicional contemporánea del Magreb. La película trata de hombres que prefieren vivir la vida como un juego abstracto y de mujeres con espíritus libres que cambian aquello. 